# The Circus Starring: Britney Spears
The Circus Starring: Britney Spears (často označováno pouze jako Circus Tour) je šesté koncertní turné americké zpěvačky Britney Spears. Konalo se roku 2009 pro podporu jejího šestého studiového alba Circus. Turné začalo v březnu 2009 , během března až května proběhlo celkem 37 vystoupení po USA a Kanadě. Druhá část byla během června a července 2009 realizována v Evropě (22 koncertů), v srpnu a září bylo uspořádáno dalších 24 představení v USA a Kanadě. Zakončeno bylo 14 koncerty v Austrálii během listopadu 2009. Jednalo se o páté nejvýdělečnější turné roku 2009, celkové tržby dosáhly 135 milionů dolarů.Stalo se šestým největším turné ženské umělkyně v historii. Vystoupení v Madison Square Garden bylo vyprodáno za 8 sekund.

## Seznam písní
1. "Circus"
2. "Piece of Me"
3. "Radar"
4. "Ooh Ooh Baby"
5. "Hot as Ice"
6. "Boys"
7. "If U Seek Amy"
8. "You Oughta Know" (Píseň od Alanis Morissette)
9. "Me Against the Music"
10. "Everytime"
11. "Freakshow"
12. "Get Naked (I Got a Plan)"
13. "Mannequin"
14. "Breathe on Me"
15. "Touch of My Hand"
16. "Do Somethin'"
17. "I'm a Slave 4 U"
18. "Toxic"
19. "…Baby One More Time"
20. "Womanizer"

## Seznam vystoupení
| Severní Amerika    |                 |                        |                                   |
| 3. března 2009     | New Orleans     | Spojené státy americké | New Orleans Arena                 |
| 5. března 2009     | Atlanta         | Spojené státy americké | Philips Arena                     |
| 7. března 2009     | Miami           | Spojené státy americké | American Airlines Arena           |
| 8. března 2009     | Tampa           | Spojené státy americké | St. Pete Times Forum              |
| 11. března 2009    | Uniondale       | Spojené státy americké | Nassau Veterans Memorial Coliseum |
| 13. března 2009    | Newark          | Spojené státy americké | Prudential Center                 |
| 14. března 2009    | Newark          | Spojené státy americké | Prudential Center                 |
| 16. března 2009    | Boston          | Spojené státy americké | TD Banknorth Garden               |
| 18. března 2009    | Toronto         | Kanada                 | Air Canada Centre                 |
| 19. března 2009    | Toronto         | Kanada                 | Air Canada Centre                 |
| 20. března 2009    | Montreal        | Kanada                 | Bell Centre                       |
| 23. března 2009    | Uniondale       | Spojené státy americké | Nassau Veterans Memorial Coliseum |
| 24. března 2009    | Washington D.C. | Spojené státy americké | Verizon Center                    |
| 27. března 2009    | Pittsburgh      | Spojené státy americké | Mellon Arena                      |
| 30. března 2009    | Houston         | Spojené státy americké | Toyota Center                     |
| 31. března 2009    | Dallas          | Spojené státy americké | American Airlines Center          |
| 2. dubna 2009      | Kansas City     | Spojené státy americké | Sprint Center                     |
| 3. dubna 2009      | Minneapolis     | Spojené státy americké | Target Center                     |
| 6. dubna 2009      | Edmonton        | Kanada                 | Rexall Place                      |
| 8. dubna 2009      | Vancouver       | Kanada                 | GM Place                          |
| 9. dubna 2009      | Tacoma          | Spojené státy americké | Tacoma Dome                       |
| 11. dubna 2009     | Sacramento      | Spojené státy americké | ARCO Arena                        |
| 12. dubna 2009     | San José        | Spojené státy americké | HP Pavilion at San Jose           |
| 14. dubna 2009     | Salt Lake City  | Spojené státy americké | EnergySolutions Arena             |
| 16. dubna 2009     | Los Angeles     | Spojené státy americké | Staples Center                    |
| 17. dubna 2009     | Los Angeles     | Spojené státy americké | Staples Center                    |
| 19. dubna 2009     | Anaheim         | Spojené státy americké | Honda Center                      |
| 20. dubna 2009     | Anaheim         | Spojené státy americké | Honda Center                      |
| 22. dubna 2009     | Oakland         | Spojené státy americké | Oracle Arena                      |
| 24. dubna 2009     | Phoenix         | Spojené státy americké | Jobing.com Arena                  |
| 25. dubna 2009     | Las Vegas       | Spojené státy americké | MGM Grand Garden Arena            |
| 28. dubna 2009     | Chicago         | Spojené státy americké | Allstate Arena                    |
| 29. dubna 2009     | Chicago         | Spojené státy americké | Allstate Arena                    |
| 30. dubna 2009     | Columbus        | Spojené státy americké | Jerome Schottenstein Center       |
| 2. května 2009     | Montville       | Spojené státy americké | Mohegan Sun Arena                 |
| 3. května 2009     | Montville       | Spojené státy americké | Mohegan Sun Arena                 |
| 5. května 2009     | Montreal        | Kanada                 | Bell Centre                       |
| Evropa             |                 |                        |                                   |
| 3. června 2009     | Londýn          | Anglie                 | The O2 Arena                      |
| 4. června 2009     | Londýn          | Anglie                 | The O2 Arena                      |
| 6. června 2009     | Londýn          | Anglie                 | The O2 Arena                      |
| 7. června 2009     | Londýn          | Anglie                 | The O2 Arena                      |
| 10. června 2009    | Londýn          | Anglie                 | The O2 Arena                      |
| 11. června 2009    | Londýn          | Anglie                 | The O2 Arena                      |
| 13. června 2009    | Londýn          | Anglie                 | The O2 Arena                      |
| 14. června 2009    | Londýn          | Anglie                 | The O2 Arena                      |
| 17. června 2009    | Manchester      | Anglie                 | Manchester Evening News Arena     |
| 19. června 2009    | Dublin          | Irsko                  | The O2                            |
| 20. června 2009    | Dublin          | Irsko                  | The O2                            |
| 4. července 2009   | Paříž           | Francie                | Palais Omnisports de Paris-Bercy  |
| 5. července 2009   | Paříž           | Francie                | Palais Omnisports de Paris-Bercy  |
| 6. července 2009   | Paříž           | Francie                | Palais Omnisports de Paris-Bercy  |
| 9. července 2009   | Antverpy        | Belgie                 | Sportpaleis                       |
| 11. července 2009  | Kodaň           | Dánsko                 | Parken Stadium                    |
| 13. července 2009  | Stockholm       | Švédsko                | Ericsson Globe                    |
| 14. července 2009  | Stockholm       | Švédsko                | Ericsson Globe                    |
| 16. července 2009  | Helsinki        | Finsko                 | Hartwall Arena                    |
| 19. července 2009  | Petrohrad       | Rusko                  | Ice Palace                        |
| 21. července 2009  | Moskva          | Rusko                  | Olympisky Arena                   |
| 26. července 2009  | Berlín          | Německo                | O2 World                          |
| Severní Amerika    |                 |                        |                                   |
| 20. srpna 2009     | Hamilton        | Kanada                 | Copps Coliseum                    |
| 21. srpna 2009     | Ottawa          | Kanada                 | Scotiabank Place                  |
| 24. srpna 2009     | New York City   | Spojené státy americké | Madison Square Garden             |
| 25. srpna 2009     | New York City   | Spojené státy americké | Madison Square Garden             |
| 26. srpna 2009     | New York City   | Spojené státy americké | Madison Square Garden             |
| 29. srpna 2009     | Boston          | Spojené státy americké | TD Garden                         |
| 30. srpna 2009     | Philadelphia    | Spojené státy americké | Wachovia Center                   |
| 1. září 2009       | Orlando         | Spojené státy americké | Amway Arena                       |
| 2. září 2009       | Miami           | Spojené státy americké | American Airlines Arena           |
| 4. září 2009       | Atlanta         | Spojené státy americké | Philips Arena                     |
| 5. září 2009       | Greensboro      | Spojené státy americké | Greensboro Coliseum Complex       |
| 8. září 2009       | Auburn Hills    | Spojené státy americké | The Palace of Auburn Hills        |
| 9. září 2009       | Rosemont        | Spojené státy americké | Allstate Arena                    |
| 11. září 2009      | Des Moines      | Spojené státy americké | Wells Fargo Arena                 |
| 12. září 2009      | Grand Forks     | Spojené státy americké | Alerus Center                     |
| 15. září 2009      | Tulsa           | Spojené státy americké | BOK Center                        |
| 16. září 2009      | Houston         | Spojené státy americké | Toyota Center                     |
| 18. září 2009      | Dallas          | Spojené státy americké | American Airlines Center          |
| 19. září 2009      | Bossier City    | Spojené státy americké | CenturyTel Center                 |
| 21. září 2009      | El Paso         | Spojené státy americké | Don Haskins Center                |
| 23. září 2009      | Los Angeles     | Spojené státy americké | Staples Center                    |
| 24. září 2009      | San Diego       | Spojené státy americké | San Diego Sports Arena            |
| 26. září 2009      | Las Vegas       | Spojené státy americké | Mandalay Bay Events Center        |
| 27. září 2009      | Las Vegas       | Spojené státy americké | Mandalay Bay Events Center        |
| Austrálie          |                 |                        |                                   |
| 6. listopadu 2009  | Perth           | Austrálie              | Burswood Dome                     |
| 7. listopadu 2009  | Perth           | Austrálie              | Burswood Dome                     |
| 11. listopadu 2009 | Melbourne       | Austrálie              | Rod Laver Arena                   |
| 12. listopadu 2009 | Melbourne       | Austrálie              | Rod Laver Arena                   |
| 13. listopadu 2009 | Melbourne       | Austrálie              | Rod Laver Arena                   |
| 16. listopadu 2009 | Sydney          | Austrálie              | Acer Arena                        |
| 17. listopadu 2009 | Sydney          | Austrálie              | Acer Arena                        |
| 19. listopadu 2009 | Sydney          | Austrálie              | Acer Arena                        |
| 20. listopadu 2009 | Sydney          | Austrálie              | Acer Arena                        |
| 22. listopadu 2009 | Brisbane        | Austrálie              | Brisbane Entertainment Centre     |
| 24. listopadu 2009 | Brisbane        | Austrálie              | Brisbane Entertainment Centre     |
| 25. listopadu 2009 | Brisbane        | Austrálie              | Brisbane Entertainment Centre     |
| 27. listopadu 2009 | Melbourne       | Austrálie              | Rod Laver Arena                   |
| 29. listopadu 2009 | Adelaide        | Austrálie              | Adelaide Entertainment Centre     |